# Marion Forek-Schmahl
Marion Elisabeth Forek-Schmahl, geborene Marion Elisabeth Forek (26. Januar 1935 in Mühlbach, Siebenbürgen – 13. Januar 2011 in München) war eine rumänisch-deutsche Puppenexpertin und Fachbuchautorin. Sie galt in Fachkreisen als internationale Kapazität.

## Leben
Als Tochter von Karl und Martha Forek wurde Marion Elisabeth Forek in Mühlbach/Siebenbürgen geboren. Grundschule und Untergymnasium absolvierte sie in ihrer Geburtsstadt. In Karlsburg legte sie im Obergymnasium das Abitur ab.
Gegen Ende der 1950er Jahre zog sie nach Hermannstadt und übte bis Mitte der 1960er Jahre verschiedene künstlerische Tätigkeiten aus, so war sie Bühnenbildnerin bei der deutschen Abteilung des dortigen Staatstheaters und arbeitete als freischaffende Künstlerin in Bukarest.
1970 reiste sie nach München aus und war von 1971 bis 1990 Geschäftsführerin des Bayerischen Kunstgewerbevereins.
1974 heiratete sie Helmut Schmahl, der 1981 plötzlich verstarb.
Während ihrer Zeit im Bayrischen Kunstgewerbeverein richtete sie ihr Augenmerk auf das Kunstobjekt Puppe, das immer mehr zu ihrem Lebensmittelpunkt wurde. Zumeist in österreichischen Schlössern veranstaltete Forek ihre jährlichen internationalen Kunstausstellungen mit dem Schwerpunkt Künstlerpuppen und Figuren. Auch hinsichtlich ihrer Kleidung und Schmuck war sie eine auffallende Künstlerin.
1990 erntete Marion Forek-Schmahl als Autorin ihres Buches Kunstobjekt Puppe (Kunstverlag Weingarten) in Fachkreisen viel Lob und Anerkennung. Als große Puppensammlerin (sie besaß über 400 Puppen aus aller Welt) wurde sie nach und nach eine internationale Kapazität im Fachgebiet Puppe.
Nach mehrjährigem schweren Leiden verstarb sie am 13. Januar 2011 im Hause ihres Bruders, Dr. Karl-Heinz Forek.

## Werke
- Kunstobjekt Puppe, Kunstverlag Weingarten GmbH (1. Januar 1990), ISBN 978-3817010097
- Jahrbuch der Puppenkunst, Verlag Marianne Cieslik, Jülich (1991/92)
- Jahrbuch der Puppenkunst, Verlag Marianne Cieslik, Jülich (1993/94)
- Grenzbereich Puppen und Figuren, Verlag Arachne, Gelsenkirchen (1996), ISBN 3-932005-01-5